# 阿瓦罗亚县
阿瓦羅亞县（西班牙語：Provincia de Abaroa），是玻利維亞的县份，位於該國西部，屬於奧魯羅省的一部分，县府設於查亞帕塔，面積3,738平方公里，2001年人口27,675，人口密度每平方公里7.4人。